# Soho Mint
Soho Mint var en møntfabrik, som blev startet af Matthew Boulton i 1788 ved hans Soho Manufactory i Handsworth, West Midlands, England. Møntfabrikken rummede 8 dampdrevne møntpresser, som kunne slå mellem 70 og 84 mønter i minuttet.
Udover britiske kobbermønter, blev der slået sølvmønter for nogle af kolonierne og forskellige medaljer og poletter.
I 1797 blev den første og eneste 2 pennymønt i kobber fremstillet på møntfabrikken. Fabrikken fremstillede også 1 pennymønter, som kom til at danne norm for pennymønter helt frem til møntreformen i 1971.
Efter lukningen af Soho Mint blev nogle af maskinerne i 1850 købt på auktion af den nye Birmingham Mint under Ralph Heaton II.

## References
1. ↑  "Man Timeline". Arkiveret fra originalen 13. marts 2012. Hentet 12. juni 2012.
2. ↑  Old and New Birmingham: A History of the Town and its People, Robert Kirkup Dent, Published by Houghton and Hammond, Scotland Passage, Birmingham, 1880
3. ↑  A Numismatic History of the Birmingham Mint, James O. Sweeny, The Birmingham Mint Ltd, 1981, ISBN 0-9507594-0-6

52°29′56″N 1°55′35″V / 52.49888°N 1.92630°V

## Eksterne kilder
- Wikimedia Commons har flere filer relateret til Soho Mint
- Britain's Cartwheel Coinage of 1797
- British Coins – Gratis information om britiske mønter.
- sohomint.info Arkiveret 20. juni 2012 hos  Wayback Machine En webside om Matthew Boulton, hans møntfabrik og dens produkter